# Udarny
Udarny (biał. Ударны; ros. Ударный) – agromiasteczko na Białorusi, w obwodzie mińskim, w rejonie nieświeskim, w sielsowiecie Horodziej. Sąsiaduje z Horodziejem.